# キム・ミンギ (俳優)
キム・ミンギ（ハンチャ：金珉基、英語: Kim Min-gi、ハングル：김민기、2002年11月22日 - ）は、韓国の俳優である。『女神降臨』（2020年）、『ラケット少年団』（2021年）、『シュルプ』（2022年）などで知られる。

## 出演

### テレビドラマ
- 女神降臨（2020年）イム・ジュヨン 役[1][2]
- ラケット少年団（2021年）チョン・インソル 役[3][4]
- 太宗イ・バンウォン（2021年）世宗 役[5][6]
- シュルプ（2022年）ボゴム君 役[7][8]

### Webドラマ
- 言語の温度～僕らの19歳（2020年）ミン・キョンフ 役[9][10]
- マンガな彼氏 ～POP OUT BOY!～（2020年）ハン・イドゥン 役[9][10]
- 大人練習生（英語版）（2021年）チェ・ガンジュン 役[11]

### バラエティ
- ラケット少年団（2021年）クラブメンバー 役[12]

## 受賞歴
| 賞                       | 年     | 部門                                  | 受賞者／作品       | 結果       | 脚注   |
| ------------------------ | ------ | ------------------------------------- | ------------------ | ---------- | ------ |
| SBS演技大賞              | 2021年 | 助演賞チーム部門                      | ラケット少年団     | 受賞       | [ 13 ] |
| Korea Grand Prize Awards | 2021年 | 大韓民国を輝かせた10人 - 新人俳優部門 | キム・ミンギ       | 受賞       | [ 14 ] |
| 大韓民国文化芸能大賞     | 2021年 | 芸能新人賞                            | キム・ミンギ       | 受賞       | [ 15 ] |
| KBS演技大賞              | 2022年 | 新人俳優賞                            | 太宗イ・バンウォン | ノミネート | [ 16 ] |